# De Steeg
De Steeg é um vilarejo holandês da municipalidade de Rheden, pertencente à província da Guéldria. O vilarejo possui uma área de 0.294 km², e uma população aproximada de 975 habitantes em janeiro de 2011. Em função de sua localização central na municipalidade, De Steeg abriga a prefeitura. Uma das construções mais conhecidas do vilarejo é o Castelo Middachten, mansão medieval que consta hoje como um dos cem principais monumentos do patrimônio holandês. Em seu estado atual, possui uma construção realizada no final do século XVII, todavia, já havia menções ao castelo desde o século XII. O turismo em De Steeg gira em torno, principalmente, da visitação de construções antigas e da exploração da beleza natural a céu aberto, como as trilhas para caminhada no Nationaal Park Veluwezoom.

## Galeria de fotos

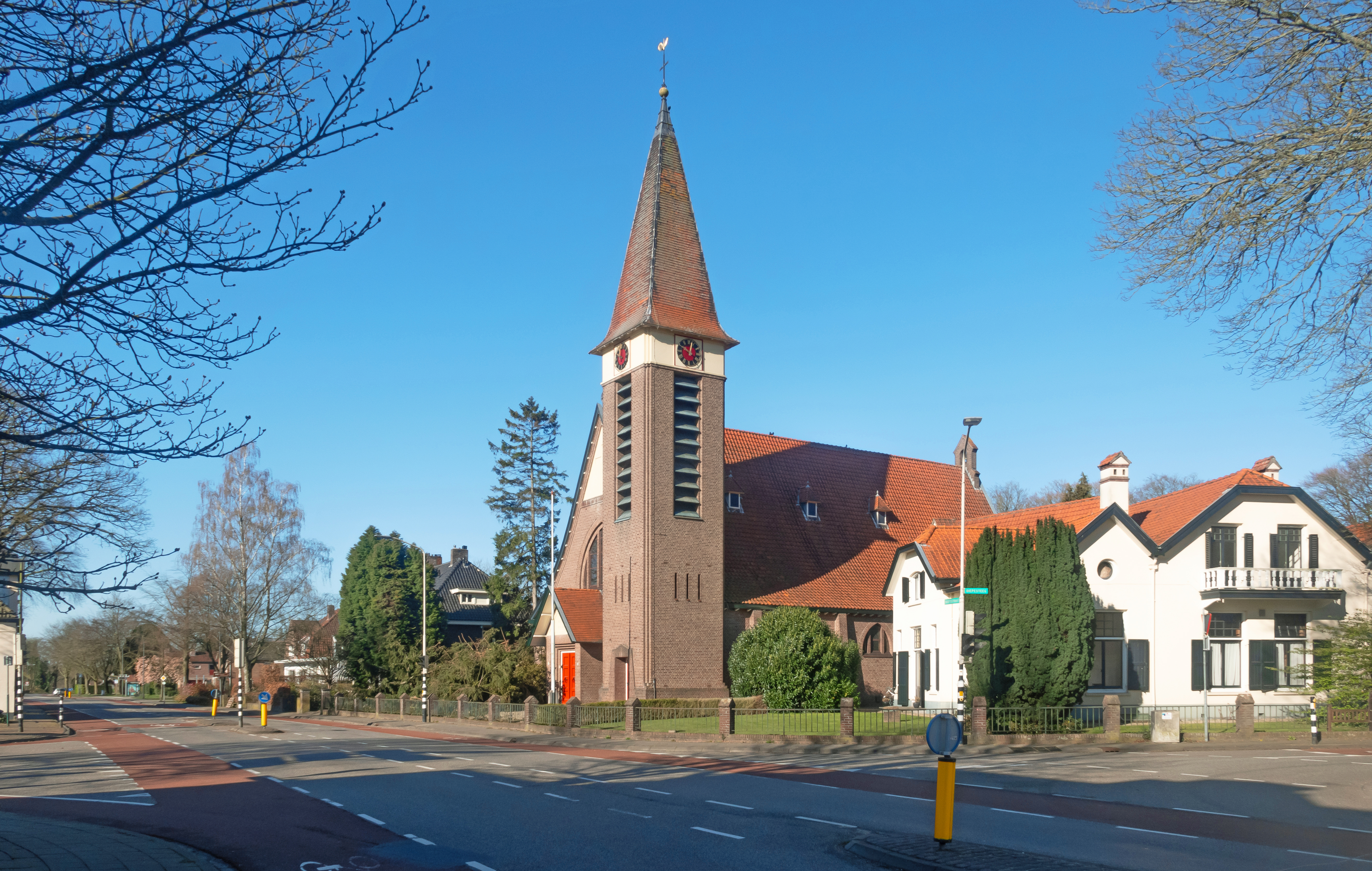
Igreja
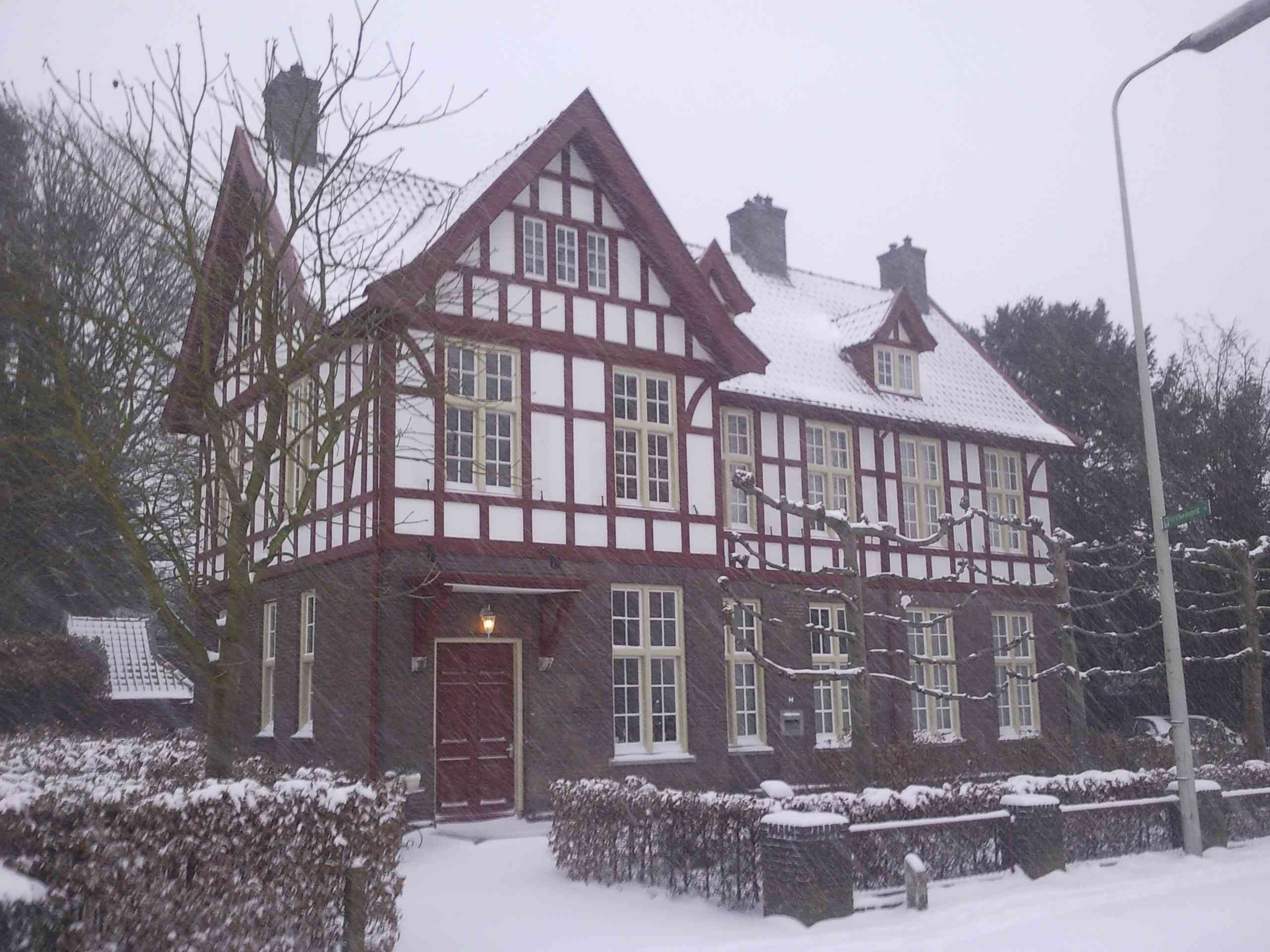
Agência de correio
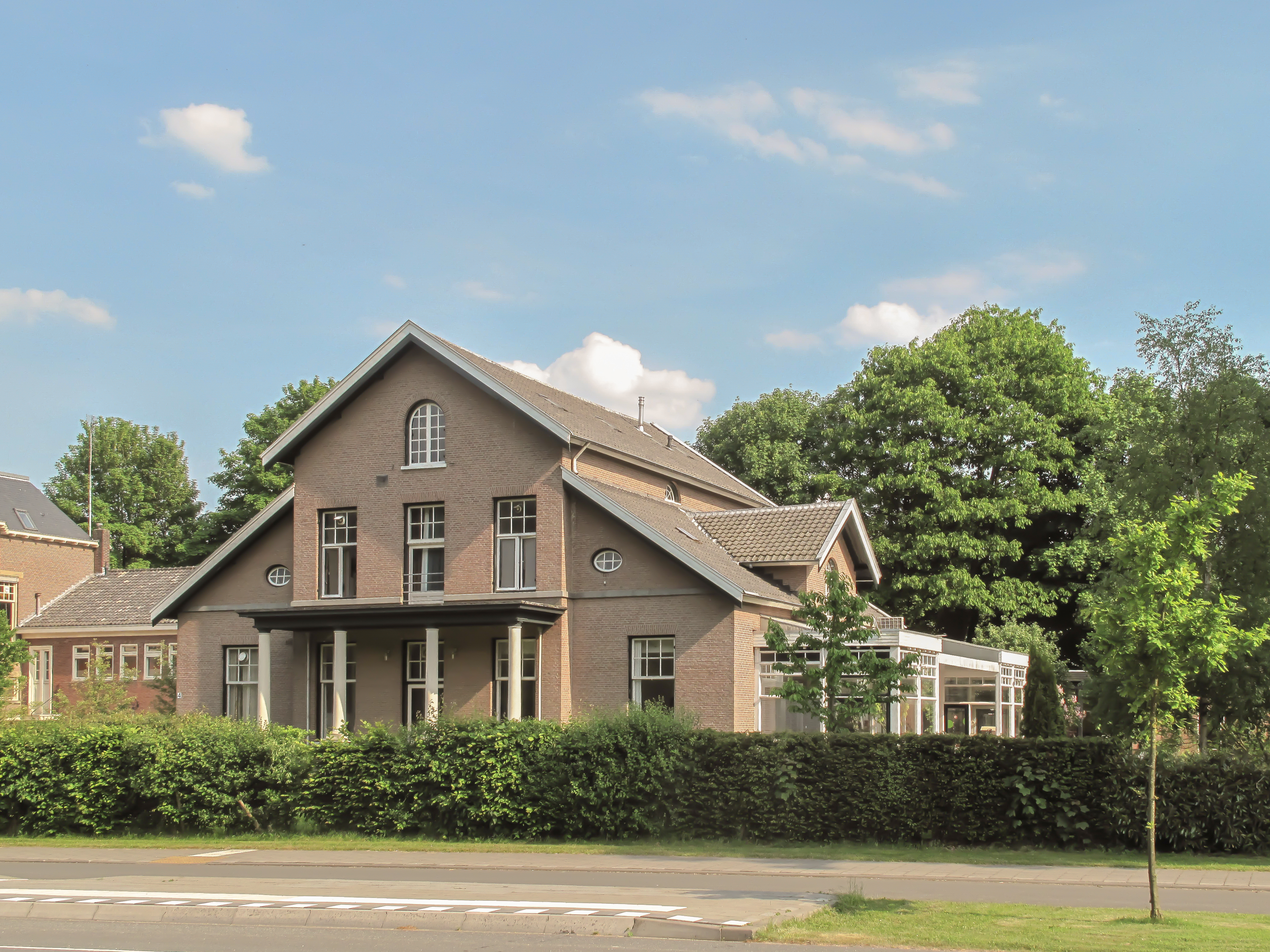
Primeira Prefeitura de Rheden
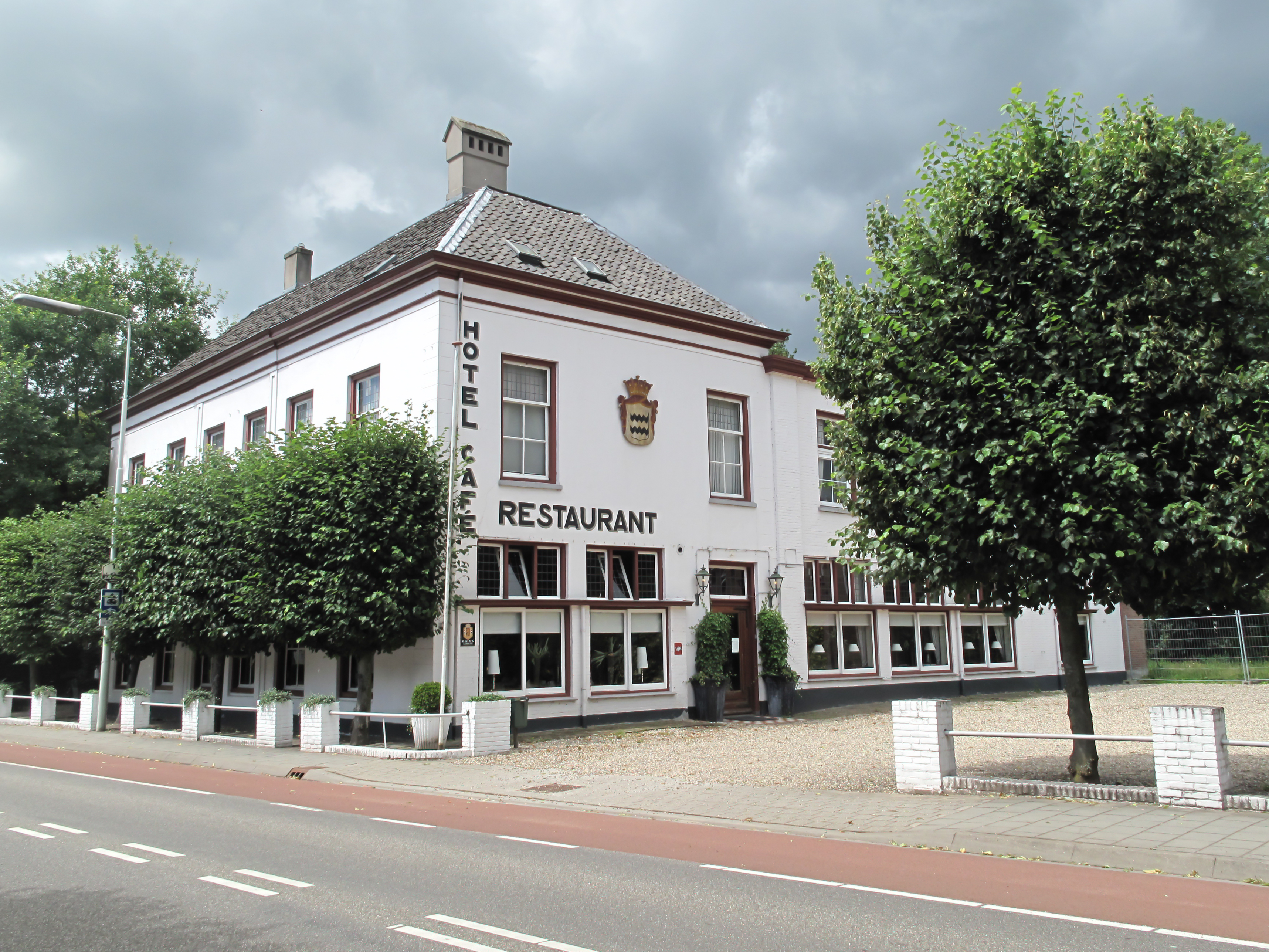
Hotel
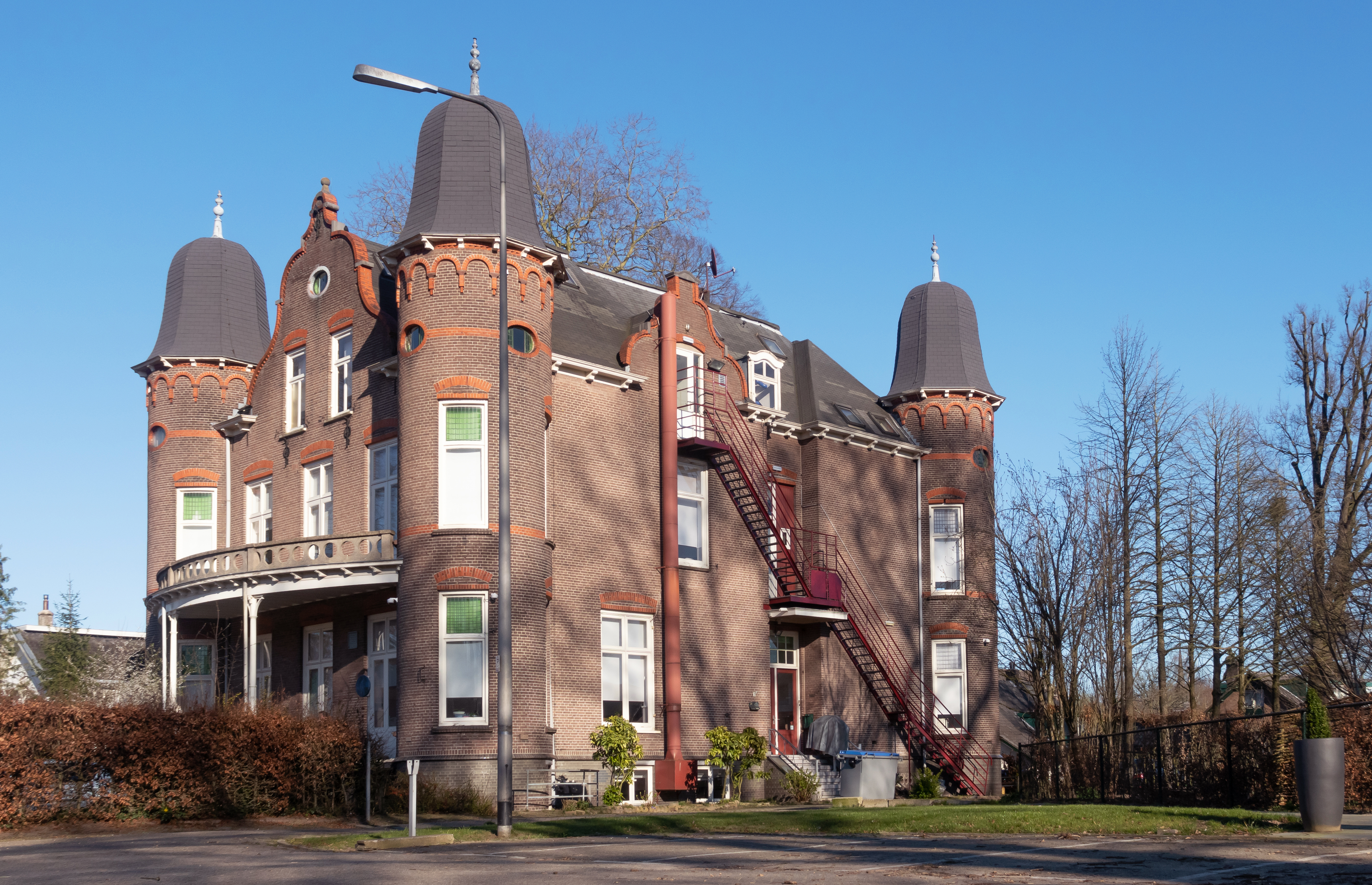
Huize Rhederpark
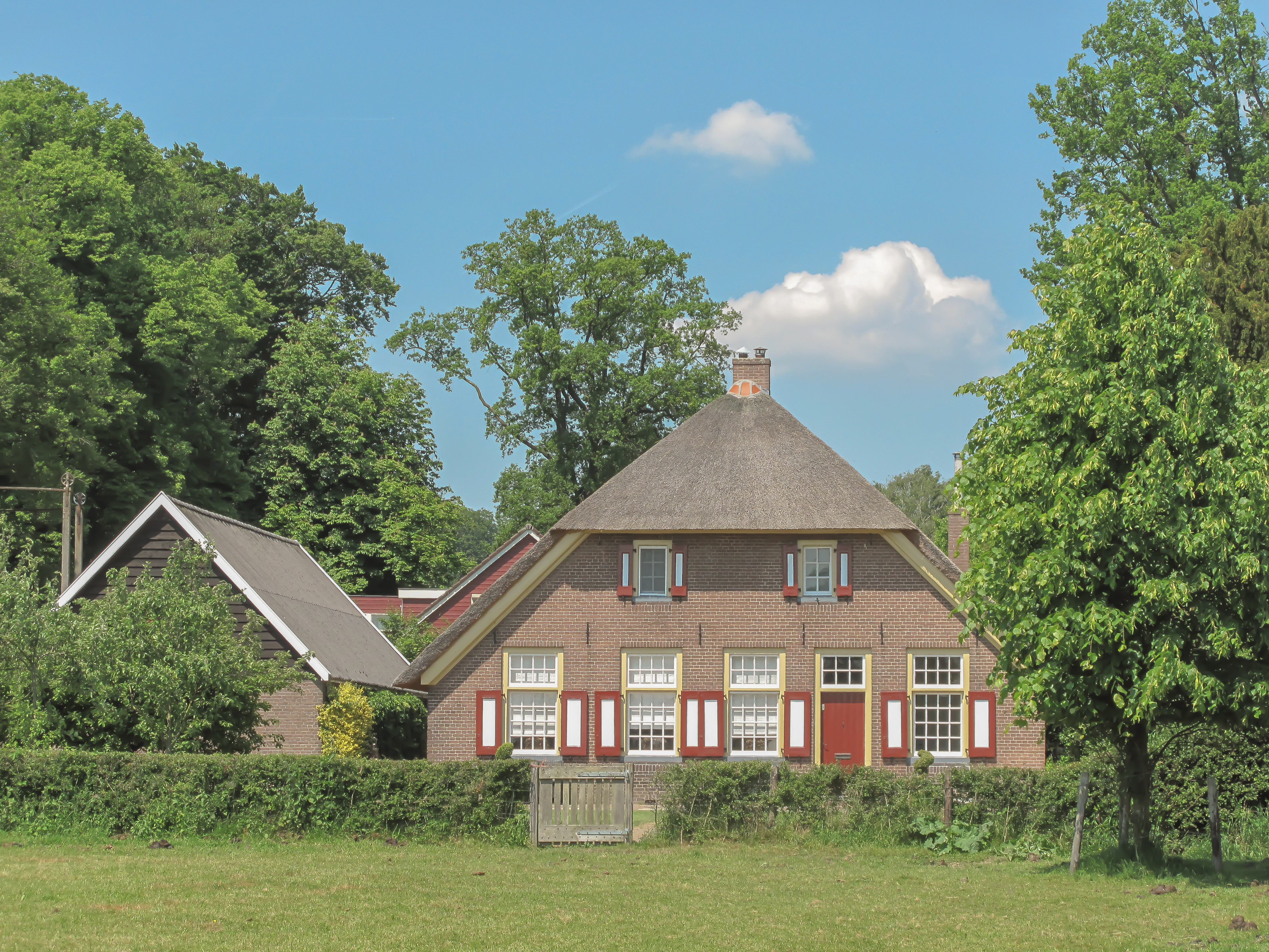
Construção do vilarejo
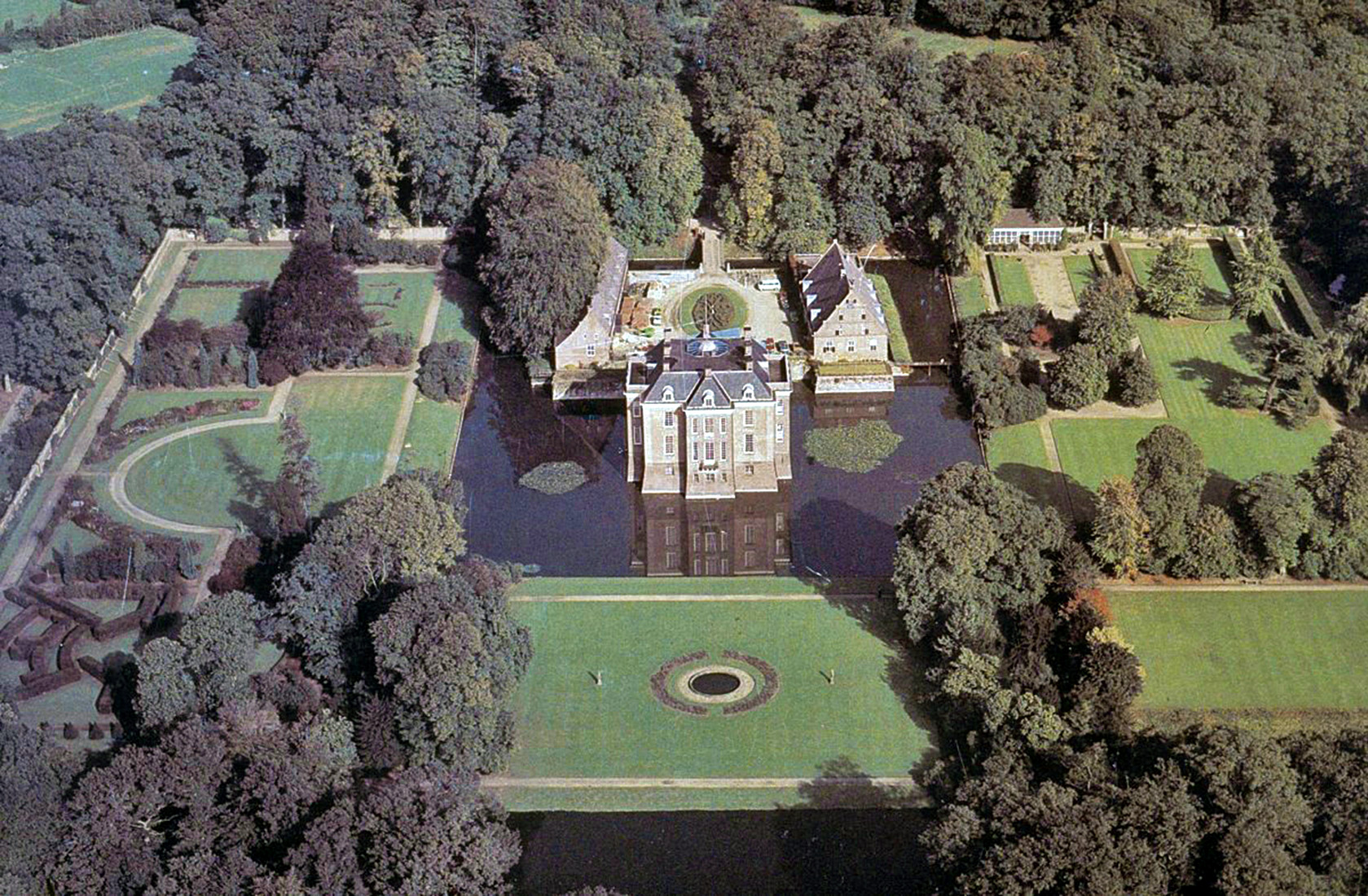
O Castelo Middachten
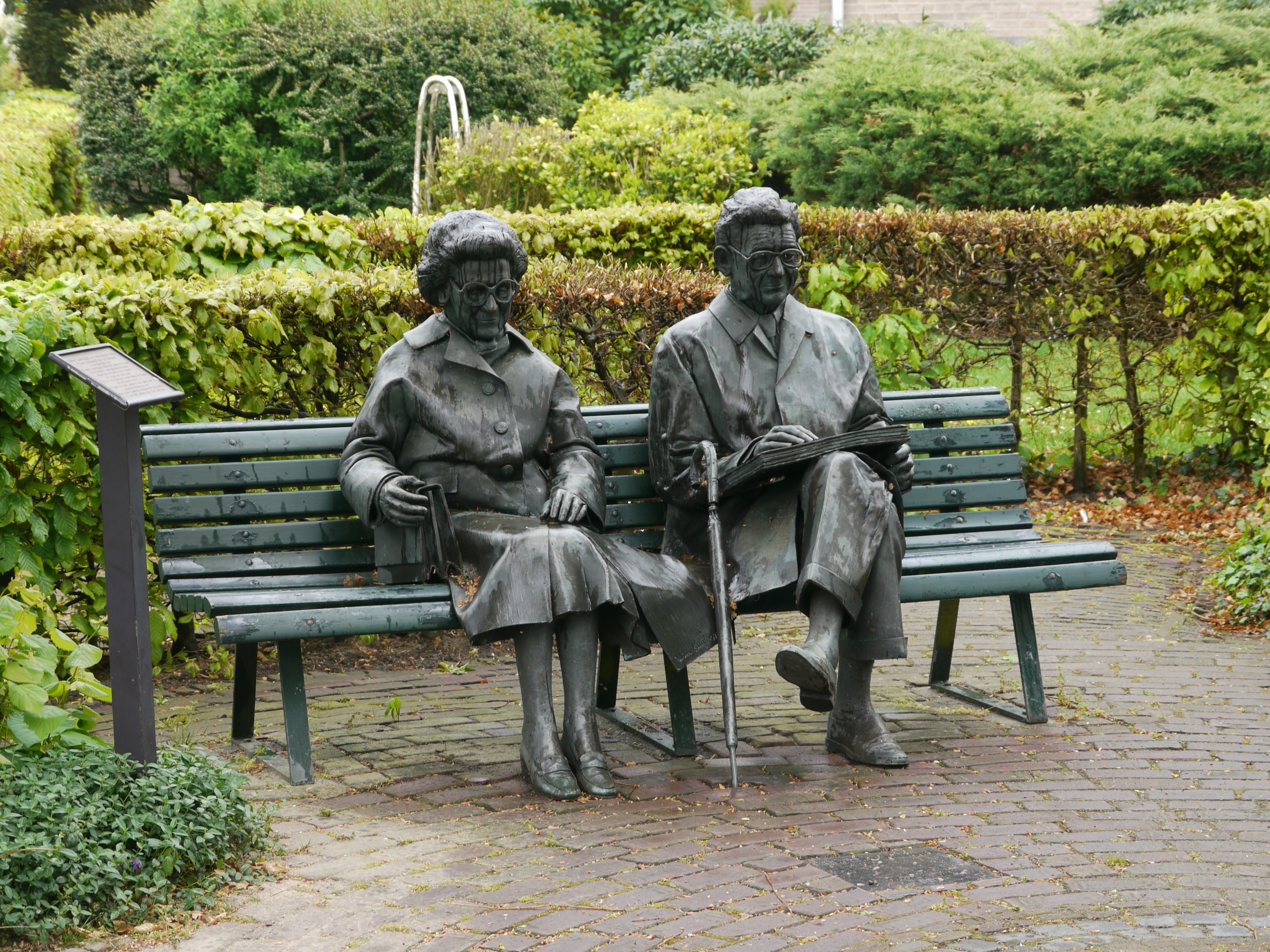
Estátue do escritor Simon Carmiggelt e sua esposa Tiny